# Sylvain Tremblay
Sylvain Tremblay est un pilote automobile de la série Grand-Am Rolex en catégorie GT né le 9 août 1965 à Montréal, Québec, au Canada. Il vit maintenant à Coral Springs en Floride aux États-Unis.
Il a remporté la première course d'autocross à laquelle il a participé, une épreuve de la SCCA (Sports Car Club of America) à l’âge de 16 ans.
Depuis 1998, en date du 20 avril 2013,  il a pris le départ de 99 courses de la série Grand Am Rolex et remporté 11 victoires, cumulé 34 podiums et 18 pole positions .
Deux fois vainqueur des 24 Heures de Daytona en catégorie GT en 2008 et 2010.

## Victoires en Grand Am Rolex
- 3 mars 2007 Autódromo Hermanos Rodríguez, Mexico (Mexique)
- 24 mars 2007 Homestead-Miami Speedway, Homestead (Floride)
- 5 juillet 2007 Daytona International Speedway, Daytona (Floride)
- 27 janvier 2008 Daytona International Speedway, Daytona (Floride)
- 3 juillet 2008 Daytona International Speedway, Daytona (Floride)
- 20 juillet 2008 Barber Motorsports Park, Birmingham (Alabama)
- 17 mai 2009 Laguna Seca Raceway, Monterey (Californie)
- 31 janvier 2010 Daytona International Speedway, Daytona (Floride)
- 18 juillet 2010 New Jersey Motorsports Park, Milville (New Jersey)
- 24 juillet 2011 New Jersey Motorsports Park, Milville (New Jersey)
- 31 mars 2012 Barber Motorsports Park, Birmingham (Alabama)